# Institut pour la protection et la sécurité des citoyens
Pour les articles homonymes, voir IPSC.
L’Institut pour la protection et la sécurité des citoyens (IPSC), localisé à Ispra en Italie, est un des sept instituts du Centre commun de recherche de la Commission européenne.
La mission de l'Institut pour la protection et la sécurité des citoyens est de fournir des résultats de recherche et de soutenir les décideurs de l'Union européenne dans leurs efforts en matière de sécurité mondiale et de la protection des citoyens européens contre les accidents, les attaques délibérées, la fraude et les actions illégales contre les  politiques de l'Union européenne. 